# Adibah Amin
Khalidah Adibah binti Amin (Johor Bahru, Malàisia, 19 de febrer de 1936) és una escriptora, columnista, docent i actriu Malàisia.

## Biografia
Va néixer a Johor Bahru, filla gran d'Ibu Zain, un editor de revistes, i de Tan Sri Zainon Sulaiman, que va lluitar per la independència de Malàisia per mitjà de Tunku Abdul Rahman. Després d'estudiar en una escola en anglès, a partir dels 10 anys, el 1953, va començar a estudiar a la Universitat de Malàisia. I des de 1958, va treballar com a professora, de manera que es va convertir el 1970 en directora de Sekolah Menengah Sri Puteri, a Kuala Lumpur.
Adibah Amin és recordada per molts parlants d'anglès com l'autora de la columna en el New Straits Times, que ella va escriure en els anys 70 i els anys 80 usant el pseudònim Sri Delima. Les columnes es van reeditar en forma de llibre el 2009.
Els seus escrits inclouen tres novel·les en idioma malayo: Bangsawan Tulen, Seroja Masih di Kolam (1968) i Tempat Jatuh Lagi Dikenang (1983). També ha escrit moltes obres per a la ràdio i contes. La seva novel·la en anglès This End of the Rainbow es va publicar el 2006.